# Mjösunds begravningsplats

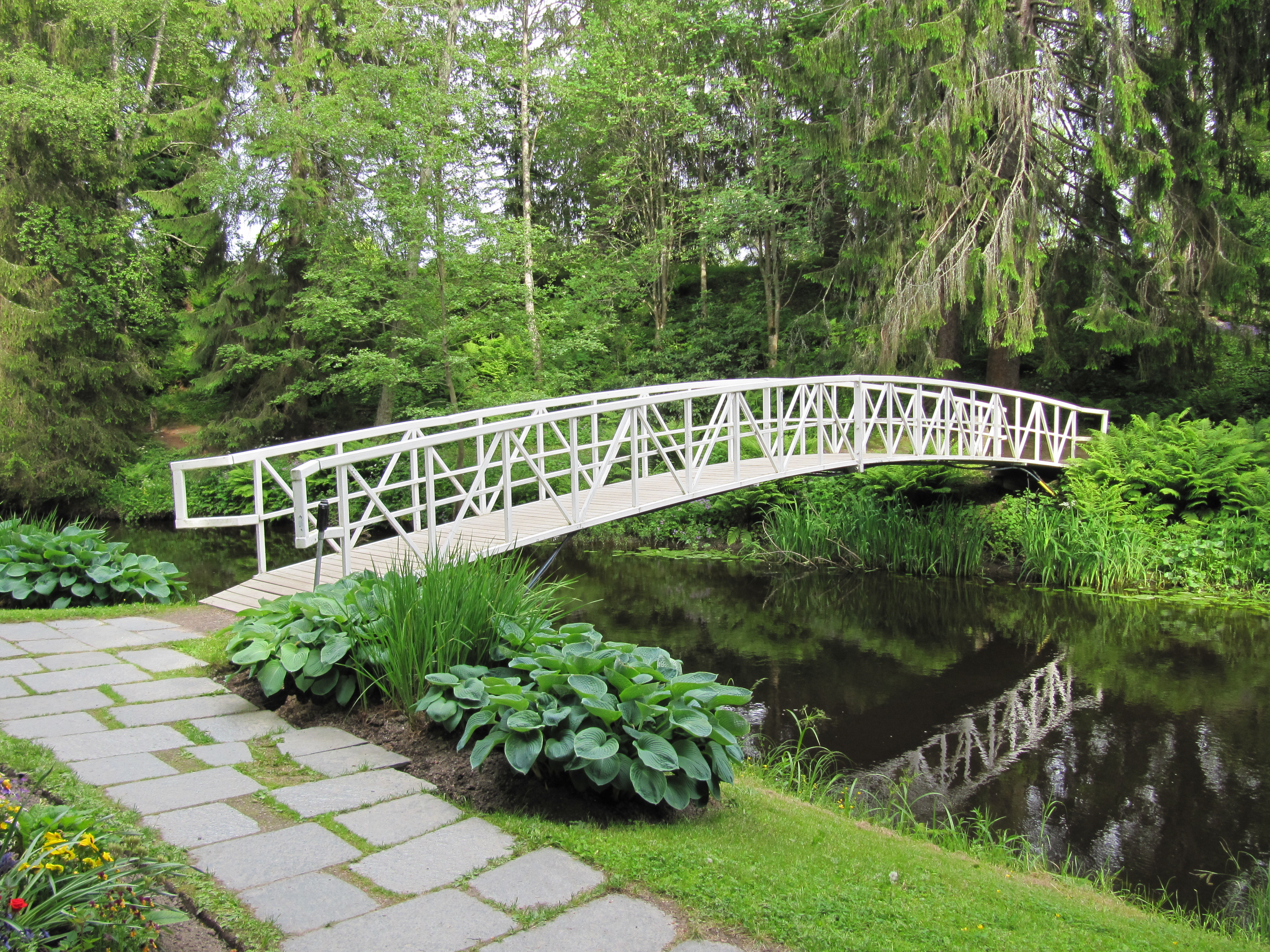
Mjösunds begravningsplats bron över Stångån.

Mjösunds begravningsplats är en begravningsplats i Sverige, förvaltad av Njurunda församling, belägen vid Njurundabommen i Njurunda socken, i Sundsvalls kommun. Begravningsplatsen anlades på 1940-talet och byggdes ut 1960 och 1973. Mjösunds gravkapell finns på begravningsplatsen. Kyrkogårdsförvaltningen i Njurunda utsågs till Årets kyrkogårdsförvaltning 2010, mycket tack vare sitt arbete med begravningsplatsen.